# Марчелло, Розанна Скальфи
Розанна Скальфи Марчелло (итал. Rosanna Scalfi Marcello; ок. 1704 или 1705, Венеция — ок. 1742, там же) — итальянская певица и композитор, жена Бенедетто Марчелло.

## Биография
Розанна Скальфи родилась около 1704 или 1705 года. О её происхождении и ранних годах жизни ничего не известно. Она была исполнительницей венецианских arie di battello: песен, которые пели в гондолах. Согласно легенде, однажды, около 1723 года, её пение услышал из окна, выходившего на Гранд-канал, композитор и учитель пения Бенедетто Марчелло. Он был настолько очарован голосом девушки, что решил взять её в ученицы.
20 мая 1728 года Марчелло и Розанна секретно сочетались церковным браком. Обряд осуществил сам патриарх Венеции, однако гражданской церемонии проведено не было, и брак считался недействительным. В 1739 году композитор умер, назначив Розанну своей главной наследницей, однако получить наследство она не смогла. 1 февраля 1742 года она подала в суд на брата Бенедетто Марчелло, Алессандро, пытаясь добиться денежных выплат, но безуспешно. В том же 1742 году Розанна исполнила второстепенную партию в «Артаксерксе» Джузеппе Антонио Паганелли, и после этого упоминаний её имени больше не встречается.
Розанна не только пела, но и писала музыку. Её произведения включают около 12 кантат (для некоторых из них она также написала тексты) в гомофонном стиле, который начал зарождаться в лирической музыке Италии в 1730-х годах. Существенно уступая многочисленным кантатам Бенедетто Марчелло, они тем не менее демонстрируют определённый уровень владения композиторским мастерством. Что касается произведений Бенедетто в этом жанре, то некоторые, по всей видимости, были написаны им специально для Розанны.
Розанна Скальфи является действующим лицом оперы Йозефа Иоахима Раффа «Бенедетто Марчелло», над которой он работал в 1875—1878 годах. Партия Розанны исполняется меццо-сопрано.